# Lijst van voetbalinterlands Cuba - El Salvador
Deze lijst van voetbalinterlands is een overzicht van alle officiële voetbalwedstrijden tussen de nationale teams van Cuba en El Salvador. De landen speelden tot op heden elf keer tegen elkaar. De eerste ontmoeting, een  vriendschappelijke wedstrijd, werd gespeeld in Havana op 1 april 1930. Het laatste duel, een groepswedstrijd tijdens de CONCACAF Gold Cup 2011, werd gespeeld op 12 juni 2011 in Chicago (Verenigde Staten).

## Wedstrijden
| №  | Plaats       | Datum            | Competitie              | Wedstrijd          | Uitslag |
| -- | ------------ | ---------------- | ----------------------- | ------------------ | ------- |
| 1  | Havana       | 1 april 1930     | Vriendschappelijk       | Cuba – El Salvador | 5 – 2   |
| 2  | San Salvador | 24 maart 1935    | Vriendschappelijk       | El Salvador − Cuba | 4 − 1   |
| 3  | Mexico-Stad  | 13 maart 1954    | Vriendschappelijk       | El Salvador − Cuba | 3 − 1   |
| 4  | Tegucigalpa  | 30 augustus 1955 | CCCF-kampioenschap 1955 | El Salvador − Cuba | 2 − 1   |
| 5  | San Juan     | 13 juni 1966     | Vriendschappelijk       | Cuba − El Salvador | 0 − 0   |
| 6  | Medellín     | 8 juli 1978      | Vriendschappelijk       | Cuba − El Salvador | 6 − 0   |
| 7  | Tegucigalpa  | 11 november 1981 | WK 1982 kwalificatie    | El Salvador − Cuba | 0 − 0   |
| 8  | San Salvador | 8 september 1996 | WK 1998 kwalificatie    | Cuba − El Salvador | 0 − 5   |
| 9  | San Salvador | 1 december 1996  | WK 1998 kwalificatie    | El Salvador − Cuba | 3 − 0   |
| 10 | Havana       | 24 maart 2011    | Vriendschappelijk       | Cuba − El Salvador | 0 − 1   |
| 11 | Chicago      | 12 juni 2011     | CONCACAF Gold Cup 2011  | El Salvador − Cuba | 6 − 1   |

## Samenvatting
| Competitie         | Totaal gespeeld | Winst Cuba | Gelijk | Winst El Salvador | Doelsaldo Cuba – El Salvador |
| ------------------ | --------------- | ---------- | ------ | ----------------- | ---------------------------- |
| WK-kwalificatie    | 3               | 0          | 1      | 2                 | 0 − 8                        |
| CONCACAF Gold Cup  | 1               | 0          | 0      | 1                 | 1 − 6                        |
| CCCF-kampioenschap | 1               | 0          | 0      | 1                 | 1 − 2                        |
| Vriendschappelijk  | 6               | 2          | 1      | 3                 | 13 − 10                      |
| Totaal             | 11              | 2          | 2      | 7                 | 15 − 26                      |

Wedstrijden bepaald door strafschoppen worden, in lijn met de FIFA, als een gelijkspel gerekend.
AFC · A-internationals · Bondscoaches · Cubaans vrouwenelftal · Cuba U21 · Cuba U20 · Cuba U19 · Cuba U18 · Cuba U17
1920 – 1949 ·
1950 – 1969 ·
1970 – 1979 ·
1980 – 1989 ·
1990 – 1999 ·
2000 – 2009 ·
2010 – 2019 ·
2020 − 2029
WK 1938
OS 1976 ·
OS 1980
Albanië ·
Algerije ·
Angola ·
Antigua en Barbuda ·
Aruba ·
Bahama's ·
Barbados ·
Belize ·
Bermuda ·
Bolivia ·
Britse Maagdeneilanden ·
Bulgarije ·
Canada ·
Chili ·
China ·
Colombia ·
Costa Rica ·
Curaçao ·
DDR ·
Dominica ·
Dominicaanse Republiek ·
Ecuador ·
El Salvador ·
Ghana ·
Grenada ·
Guatemala ·
Guyana ·
Haïti ·
Honduras ·
Indonesië ·
Jamaica ·
Kaaimaneilanden ·
Kameroen ·
Mexico ·
Nicaragua ·
Nederlandse Antillen ·
Panama ·
Puerto Rico ·
Roemenië ·
Saint Kitts en Nevis ·
Saint Lucia ·
Saint Vincent en de Grenadines ·
Suriname ·
Trinidad en Tobago ·
Turks en Caicoseilanden ·
Uruguay ·
Venezuela ·
Verenigde Staten ·
Zuid-Korea ·
Zweden
FSF · A-internationals · Selecties · Bondscoaches · Statistieken · Salvadoraans vrouwenelftal ·  
Olympisch elftal · El Salvador U21 · El Salvador U19 · El Salvador U17
1920 – 1929 · 
1930 – 1939 · 
1940 – 1949 · 
1950 – 1959 · 
1960 – 1969 · 
1970 – 1979 · 
1980 – 1989 · 
1990 – 1999 · 
2000 – 2009 · 
2010 – 2019 ·
2020 − 2029
Gold Cup 1991 · 
Gold Cup 1993 · 
Gold Cup 1996 · 
Gold Cup 1998 · 
Gold Cup 2000 · 
Gold Cup 2002 · 
Gold Cup 2003 · 
Gold Cup 2005 · 
Gold Cup 2007 · 
Gold Cup 2009 · 
Gold Cup 2011 · 
Gold Cup 2013
WK 1970 · 
WK 1982
OS 1968
1921 · 
1922–1927 · 
1928 · 
1929 · 
1930 · 
1931–1934 · 
1935 · 
1936–1937 · 
1938 · 
1939–1940 · 
1941 · 
1942 · 
1943 · 
1944–1945 · 
1946 · 
1947 · 
1948 · 
1949 · 
1950 · 
1951–1952 · 
1953 · 
1954 · 
1955 · 
1955–1960 · 
1961 · 
1962 · 
1963 · 
1964 · 
1965 · 
1966 · 
1967 · 
1968 · 
1969 · 
1970 · 
1971 · 
1972 · 
1973 · 
1974 · 
1975 · 
1976 · 
1977 · 
1978 · 
1979 · 
1980 · 
1981 · 
1982 · 
1983 · 
1984 · 
1985 · 
1986 · 
1987 · 
1988 · 
1989 · 
1990 · 
1991 · 
1992 · 
1993 · 
1994 · 
1995 · 
1996 · 
1997 · 
1998 · 
1999 · 
2000 · 
2000 · 
2001 · 
2002 · 
2003 · 
2004 · 
2005 · 
2006 · 
2007 · 
2008 · 
2009 · 
2010 · 
2011 · 
2012 · 
2013 ·
2014 ·
2015 ·
2016 ·
2017 ·
2018 ·
2019 ·
2020 ·
2021 ·
2022 ·
2023
Amerikaanse Maagdeneilanden ·
Anguilla ·
Antigua en Barbuda ·
Argentinië ·
Armenië ·
Aruba ·
Barbados ·
België ·
Belize ·
Bermuda ·
Bolivia ·
Brazilië ·
Canada ·
Chili ·
China ·
Colombia ·
Costa Rica ·
Cuba ·
Curaçao ·
Dominicaanse Republiek ·
Ecuador ·
Estland ·
GOS ·
Grenada ·
Griekenland ·
Guatemala ·
Guyana ·
Haïti ·
Honduras ·
Hongarije ·
IJsland ·
Ivoorkust ·
Jamaica ·
Japan ·
Joegoslavië ·
Kaaimaneilanden ·
Mexico ·
Moldavië · 
Montserrat ·
Nederlandse Antillen ·
Nicaragua ·
Nieuw-Zeeland ·
Panama ·
Paraguay ·
Peru ·
Puerto Rico ·
Qatar ·
Rusland ·
Saint Kitts en Nevis ·
Saint Lucia ·
Saint Vincent en de Grenadines ·
Sovjet-Unie ·
Spanje ·
Suriname ·
Trinidad en Tobago ·
Venezuela ·
Verenigde Staten ·
Zuid-Korea